# Калиська-Косьцерські
Калиська-Косьцерські (пол. Kaliska Kościerskie) — село в Польщі, у гміні Косьцежина Косьцерського повіту Поморського воєводства.
Населення — 434 особи (2011).
У 1975-1998 роках село належало до Гданського воєводства.

## Демографія
Демографічна структура станом на 31 березня 2011 року:
|          | Загалом | Допрацездатний вік | Працездатний вік | Постпрацездатний вік |
| -------- | ------- | ------------------ | ---------------- | -------------------- |
| Чоловіки | 222     | 61                 | 149              | 12                   |
| Жінки    | 212     | 62                 | 124              | 26                   |
| Разом    | 434     | 123                | 273              | 38                   |